# 藤井林太郎
藤井 林太郎（ふじい りんたろう、1942年12月16日 - ）は、日本の元実業家。不二家の元（6代目）代表取締役社長である。

## 人物
洋菓子メーカー不二家の創業者である藤井林右衛門の孫にあたる。父親は2代目社長の藤井誠司。1965年慶應義塾大学経済学部卒業。1995年に代表取締役社長に就任。
2007年に起きた期限切れ原材料使用問題の責任を巡り特段の善後策を講じる間もなく辞任した。また、同年1月26日付でサーティワンアイスクリームの社外取締役も辞任。一連の不祥事により2008年、不二家は山崎製パンに身売りし同社の子会社となったため、創業家支配から離れた。7代目にあたる社長は創業家外から桜井康文が就任した。
経営から離れた後（2012年当時）も、不二家の株を210万4千株（0.82%）保有していた。しかし、2013年12月に0.7%、2015年12月には0.59%、2022年12月には0.49%と年々保有割合が減少し、個人大株主の一人に名を連ねるに留まっている。